# Angelica viridiflora
Angelica viridiflora là một loài thực vật có hoa trong họ Hoa tán. Loài này được (Turcz.) Benth. ex Maxim. mô tả khoa học đầu tiên năm 1874.